# Eva Fjellerup
Eva Fjellerup (født 30. april 1962, Gentofte) er en tidligere dansk moderne femkæmper.
Fjellerup voksede op i Blovstrød nord for København. Som femårig begyndte hun at svømme og blev i den første tid undervist af 1930'ernes stjerne Ragnhild Hveger, der spåede hende en fremtid som olympisk svømmer. Men hun skiftede til moderne femkamp og debuterede hun på det danske kvindelandshold i 1978. I 1987 flyttede hun til Stockholm, hvor hun gennemgik en treårig uddannelse i sports management / Idrætskonsulent og læste senere kommunikation. Under opholdet i Sverige gjorde hun store sportslige fremskridt, bl.a. ved at blive trænet af den ungarske fægtemester, OL-medaljør og svenske landholdstræner Béla Rerrich og forbedre sin fægtning betydeligt. Hun vandt sit første verdensmesterskab i 1990, og med tre efterfølgende VM-titler i 1991, 1993,1994 samt VM for Master i 1997 blev hun verdens mest vindende udøver i moderne femkamp. Hun vandt ligeledes den samlede World Cup serie 1994 og 1996 samt en lang række danske og nordiske mesterskaber. Hun var tidligere også på landsholdet i triathlon.
Da der endnu ikke fandtes moderne femkamp for kvinder på det olympiske program frem til Atlanta OL i 1996, satsede Fjellerup i 1994 i stedet på at kvalificere sig til OL i fægtning. Hun kvalificerede sig til legene ved at i Luxemburg vinde den samlede europæiske udtagelseskonkurrence i kårdefægtning og blev til OL nummer 17, kun et point fra en 16-dels finale. Samtidig kæmpede Fjellerup via sin rolle som aktives talsmand og teknisk kommitté medlem i det internationale femkampforbund UIPM (Union Internationale Pentathlon Moderne) for kvindernes deltagelse i femkamp ved OL. Hun talte bl.a. for IOC (International Olympic Committee) ved centennial congress i Paris og Atlanta og var i 1995 medvirkende til at få aftalen med IOC om kvindernes deltagelse i år 2000 på plads.
Fjellerup har en tidligere karriere som udviklingskonsulent og også været mentor og coach for eliteidrætsudøvere indenfor golf, ridning og femkamp samt landstræner for Sverige (1996-97) og Australien og Sydney OL (1998-2000) i Moderne Femkamp. Tidl. bl.a. været studievært i Danmarks Radios B&U Sport, TV2 og TV3. Siden arbejdet indenfor HR og er i dag Head of HR i Cadeler A/S (tidligere Swire Blue Ocean).

## Titler
Moderne femkamp
- Dansk mester: 1989, 1990, 1992, 1994, 1995
- Verdensmester: 1990, 1991, 1993, 1994, 1997 (master)
- World Cup vinder 1994, 1995 og 1996